# Alter Real
Vous lisez un « bon article » labellisé en 2023.
L'Alter Real est une lignée du cheval Lusitanien considérée comme particulièrement pure, généralement décrite comme une race de chevaux de selle d'origine portugaise à part entière. La sélection de cette lignée commence au XVIIIe siècle, avec un grand succès grâce à l'implication de la famille royale portugaise et à son usage par des écuyers renommés. L'Alter Real connaît une éclipse durant le siècle suivant, puis est sévèrement menacé de disparition et sauvé par le Dr Ruy d'Andrade. Son élevage est depuis soutenu par le gouvernement portugais. Très proche du Lusitanien avec lequel il est confondu, mais aussi du Pure race espagnole et du Minorquin, l'Alter Real est un excellent cheval de dressage, plusieurs fois représenté aux Jeux olympiques. Il présente très souvent une robe baie. Cette lignée équine est culturellement associée à l'école portugaise d'art équestre, qui s'investit pour son rayonnement et sa patrimonialisation.

## Dénomination
L'Alter Real a reçu son nom de la localité d'Alter do Chão, une petite ville de la province d'Alentejo, au Portugal,,. Le mot real signifie « royal » en portugais,, le nom de cette lignée équine se traduisant donc par « Alter royal » en français. Parfois décrit comme une « race » ou une « sous-race », l'Alter Real constitue techniquement une lignée du cheval Lusitanien,,,, et donc une branche du cheval ibérique. Malgré la forte ressemblance entre tous les membres de cette lignée, elle n'est pas reconnue officiellement comme une lignée pur-sang.

## Histoire

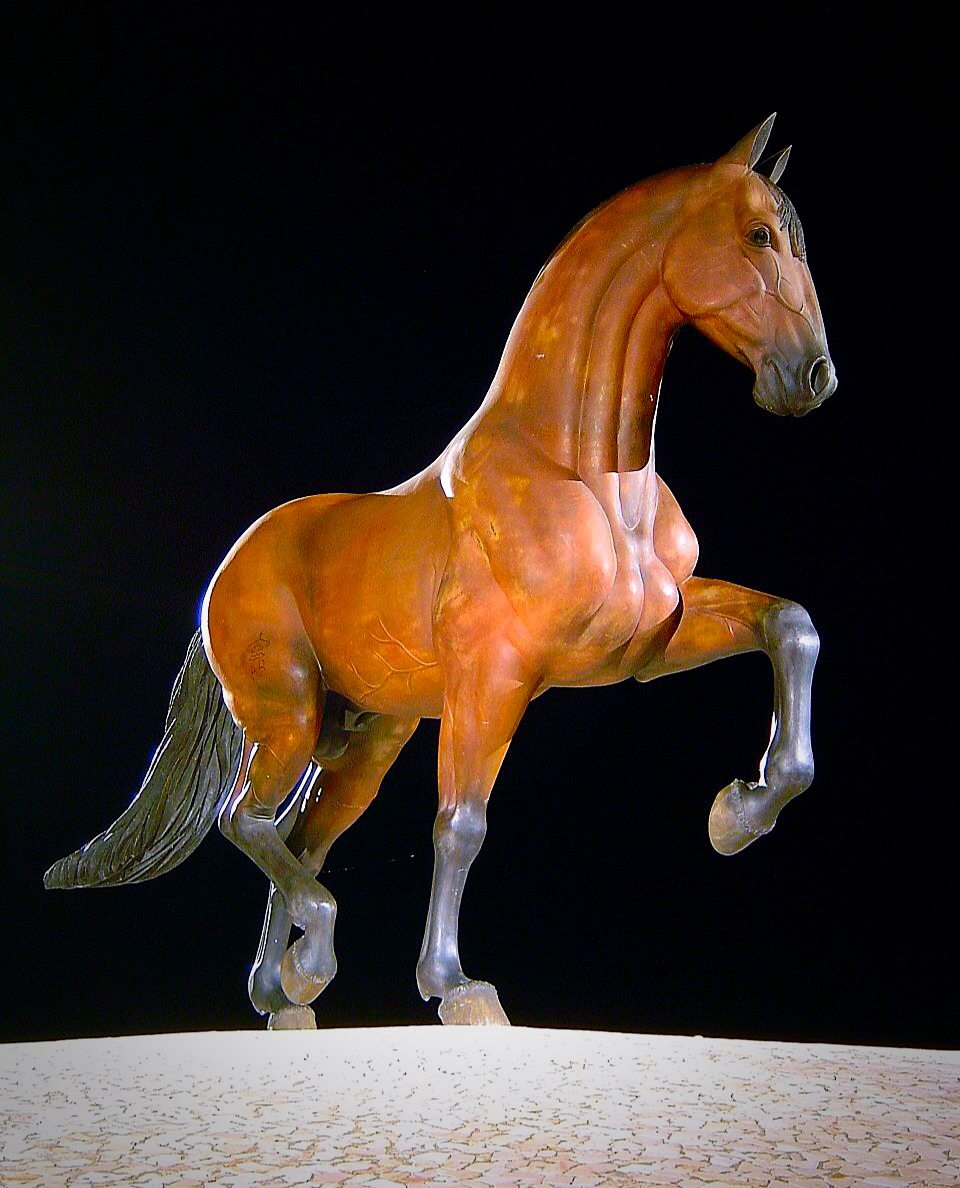
Monument au cheval Alter Real à Alter do Chão.

L'histoire du Lusitanien de lignée Alter Real se confond initialement avec celle du cheval de Pure race espagnole élevé dans le sud de la péninsule Ibérique. Elle se révèle indissociable de la monarchie portugaise.
Un haras royal est fondé en 1752 à Alter do Chão, sur demande du roi Jean V qui voulait y faire naître de nombreux chevaux, tout aussi bien pour le manège que pour le combat et l'attelage,,.
La sélection des chevaux royaux démarre en 1747 et 1748, dans les écuries royales de Lisbonne,,, et au manège de Belém, sous la houlette de la famille royale Bragance, dans l'objectif de fournir Lisbonne en chevaux d'attelage et de haute école,,. Les 150, 250 ou 300,,, premiers chevaux qui donneront la souche Alter Real, d'origine andalouse, sont importés depuis Jerez de la Frontera,, vers l'élevage des Bragance à Vila de Portel.
L'élevage est déplacé huit ans plus tard dans l'Alentejo, une province du sud du Portugal, dans le but de créer une race de chevaux destinée à l'aristocratie. En 1756, la sélection continue donc au Haras d'Alter, dans l'objectif d'obtenir des chevaux dotés d'allures de qualité,. L'Alter Real est alors considéré comme le cheval concurrent du Lipizzan. La Picaria Real, académie équestre de Jean V installée à Belém depuis 1726, fait appel à cette lignée de chevaux. La lignée acquiert une très grande renommée, étant citée dans le livre de Carlos Manoël d'Andrade, Luz da liberal et Nobre Arte de Cavalaria,. Le marquis de Marialva contribue fortement à cette renommée, à partir de 1770.

### AuXIXesiècle
Après sa période de gloire, la lignée Alter Real connaît une série de troubles qui nuisent au rayonnement du patrimoine équestre portugais,. Entre 1807 et 1811, les armées de Napoléon Ier pillent la campagne portugaise,, et s'emparent des meilleurs sujets, soit environ 600 chevaux. Le cheptel est dispersé pendant ces guerres napoléoniennes,, une partie étant envoyée au Brésil avec l'exil de Don Joao VI.
Les successeurs de Jean V sont plus attirés par le Pur-sang que par les chevaux ibériques. La lignée est donc menacée de dilution au début du XIXe siècle où, à la suite des invasions napoléoniennes, elle est croisée avec d'autres races, notamment l'Arabe, le Pur-sang, le Hanovrien, et des chevaux normands importés,,. En 1813, un étalon arabe offert par le général anglais William Carr Beresford est intégré au cheptel.
En 1821, le retour de la monarchie portugaise stabilise la situation. En 1832, à l'abdication du roi Miguel, la plupart des terres du haras sont confisquées. Ce haras est ensuite fermé, en 1834,,.
L'Alter Real est menacé par la mode des chevaux sportifs, d'où des croisements avec le Pur-sang et l'Arabe durant toute la seconde moitié du siècle. Les tentatives de croisement avec l'Arabe donnent peu de résultats,,. L'Alter Real est aussi croisé avec le Pur-sang, race sportive qui connaît une vague de mode dans toute l'Europe, là aussi sans grands résultats,. Le gouvernement portugais décide d'un nouvel apport de sang andalou,, à l'instigation de la famille espagnole Zapata à la fin du XIXe siècle, inversant les conséquences des croisements,,, de manière à retrouver le modèle du siècle précédent.

### Depuis la chute de la monarchie portugaise

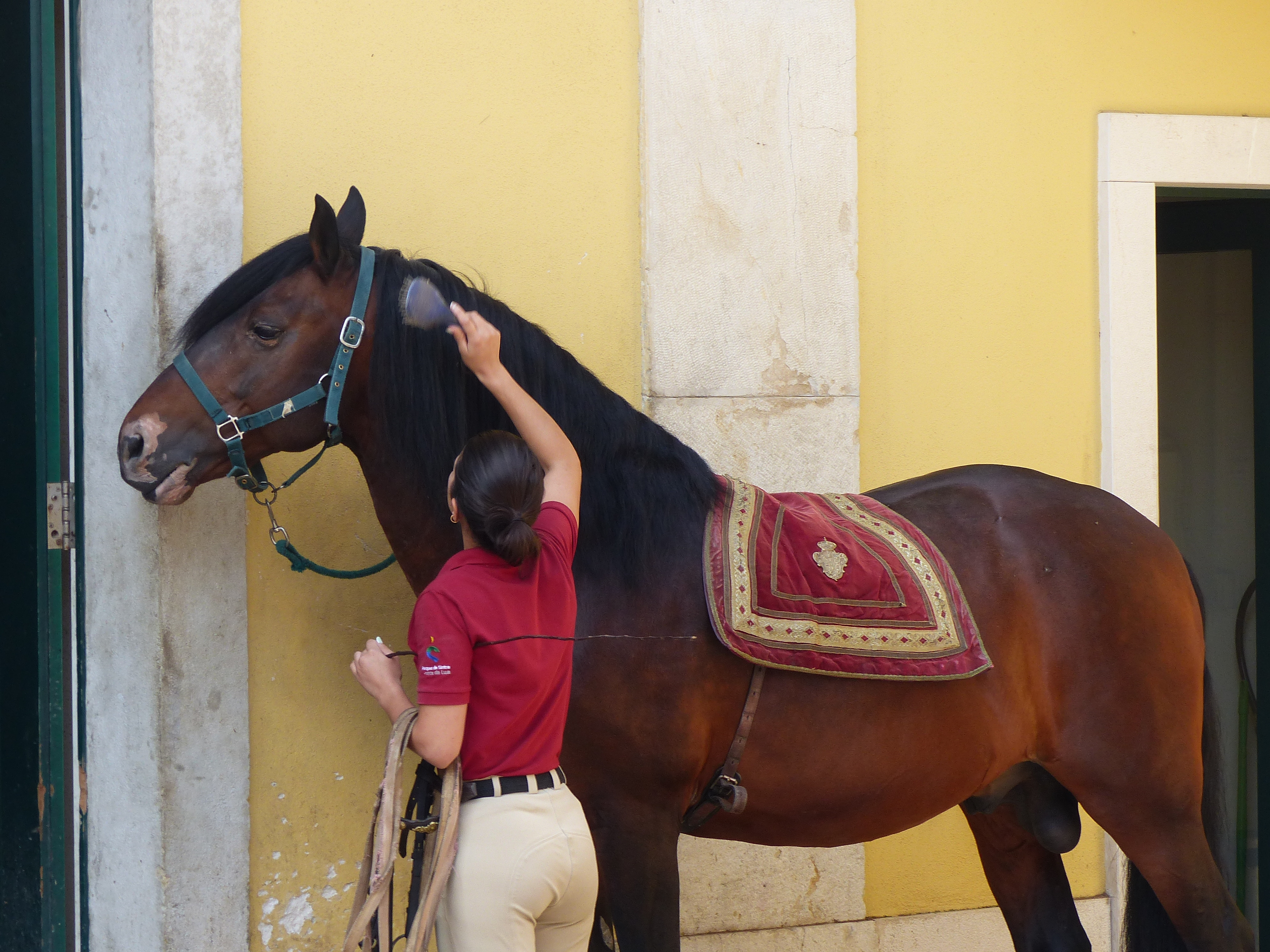
Pansage d'un étalon Alter Real de l'école portugaise d'art équestre.

Une nouvelle menace d'extinction accompagne la chute de la monarchie portugaise en 1910,. Les registres du haras d'Alter sont détruits, les chevaux dispersés et castrés, le nouveau gouvernement ayant décidé de stopper cet élevage,. Les deux derniers étalons Alter Real sont vendus en 1938 au Dr Ruy d'Andrade,. La sauvegarde de l'Alter Real doit beaucoup à d'Andrade, qui sauve en plus de ces deux étalons quelques juments,,. Il étudie les généalogies afin de retrouver les lignées les plus pures.
En 1942, il obtient l'autorisation de préserver l'Alter Real de la part du ministère de l'Agriculture portugais,,. C'est à cette époque, celle de Salazar, que la couleur de robe baie est imposée à des fins d'homogénéïsation.
Seuls trois étalons âgés ont été préservés : Regenor, Vigilante et Marialva II. Aussi, le re-démarrage de la sélection de l'Alter Real repose sur une étroite consanguinité.
En 1968, la chute du régime dictatorial militaire place la sauvegarde de l'Alter Real sous la responsabilité du ministère portugais de l'agriculture. La sauvegarde de l'Alter Real reçoit dès lors le soutien officiel du gouvernement portugais, dans l'objectif de préserver la lignée telle qu'elle existait au XVIIIe siècle. Il s'ensuit un processus de patrimonialisation, reposant entre autres sur le développement de l'équitation de loisir. C'est la fin du XVIIIe siècle, époque d'apogée de l'Alter Real, qui est choisie comme période de référence de ces efforts de patrimonialisation entrepris à la fin du XXe siècle.

## Description

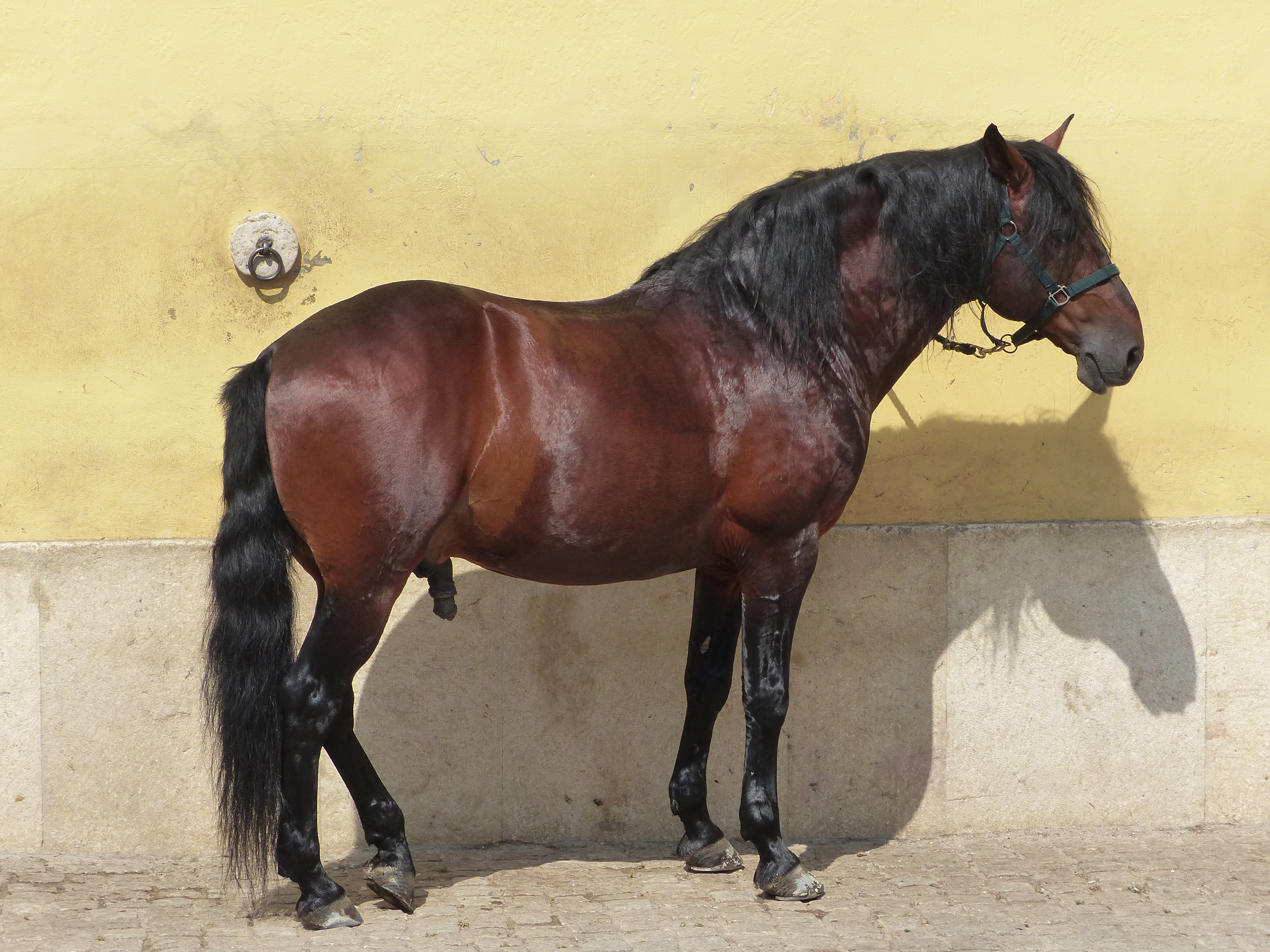
Alter Real au modèle.

### Taille
L'Alter Real n'est pas très grand. D'après Sylvia Loch, il est à l'origine légèrement plus petit que le Lusitanien habituel à cause de sa consanguinité, mais sa taille moyenne a augmenté au fil du temps.
La plupart des auteurs (Caroline Silver (1984), Lætitia Bataille (2003), Martin Haller (2003) Emmanuelle Hubrecht (2005) et Gianni Ravazzi (2010)) citent une taille entre 1,50 m et 1,60 m, pour une moyenne de 1,55 m.
Bongianni (1987), l’encyclopédie de CAB International (édition 2016) et le Guide Delachaux (2016) lui attribuent une taille de 1,52 m à 1,62 m,, Brengard 1,53 m à 1,63 m, alors que l'auteur américain Nicola Jane Swinney (2006) indique 1,56 m à 1,66 m. Ce cheval peut toiser jusqu'à 1,72 m selon l'auteur anglais Elwyn Hartley Edwards (2016).

### Morphologie
L'Alter Real est un cheval de selle d'allure noble et de constitution robuste, typique des chevaux du sud de la péninsule ibérique. Cette constitution le fait souvent paraître plus massif qu'il n'est en réalité. Son modèle est médio-longiligne mais rond, très compact et harmonieux,.

#### Tête
Sa tête est typique d'un cheval ibérique,, sèche et étroite, de taille moyenne,, à petite, parfois longue, expressive et dotée d'yeux écartés,. Le chanfrein est convexe,, ou rectiligne ; Brengard le décrit comme étant plus rectiligne que busqué, ce qui le différencie des autres Lusitaniens. Les ganaches sont légères selon Hubrecht, prononcées selon Bongianni. Les oreilles sont de taille moyenne.

Têtes de différents Alter Real bais de l'école portugaise
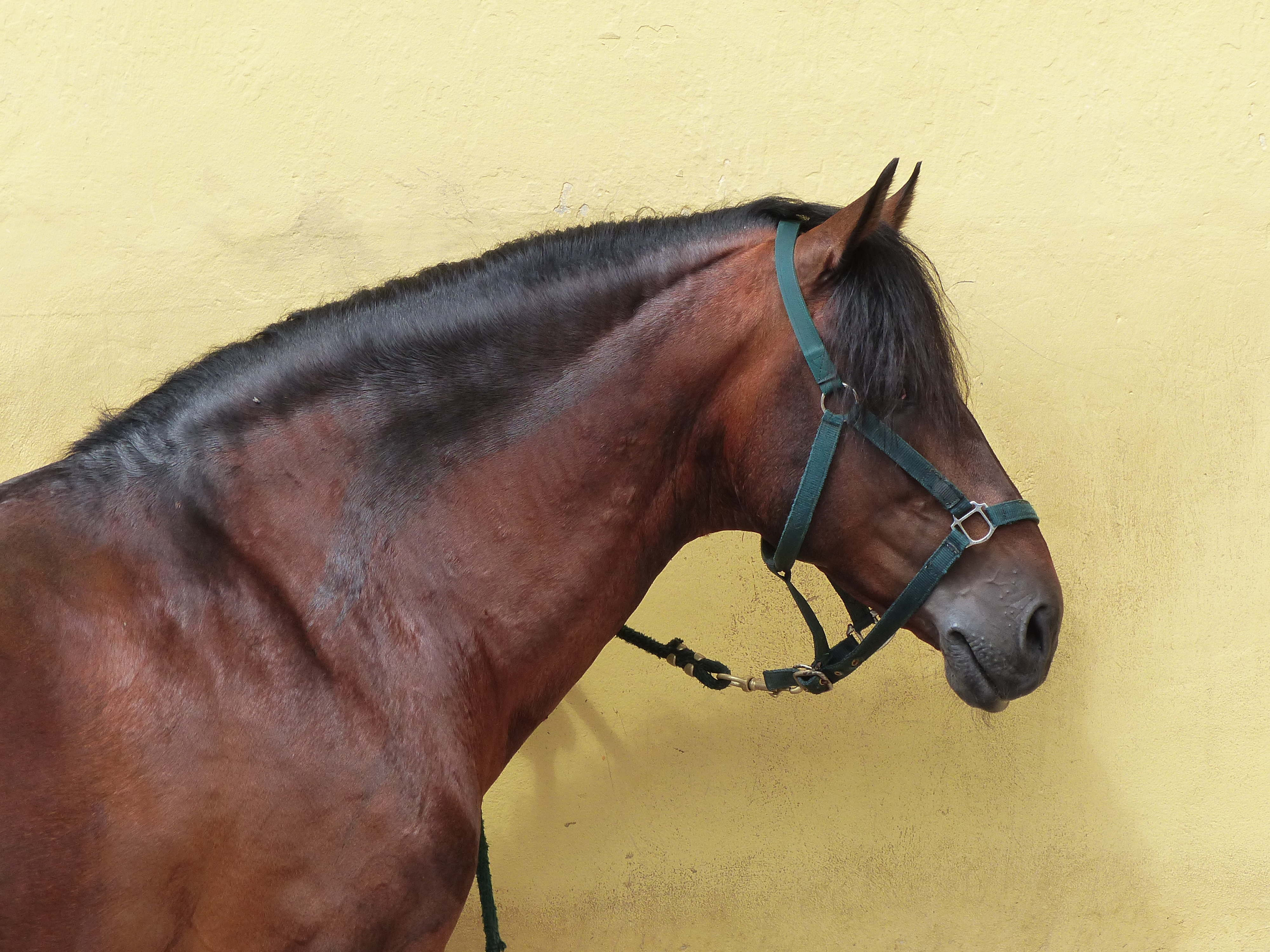
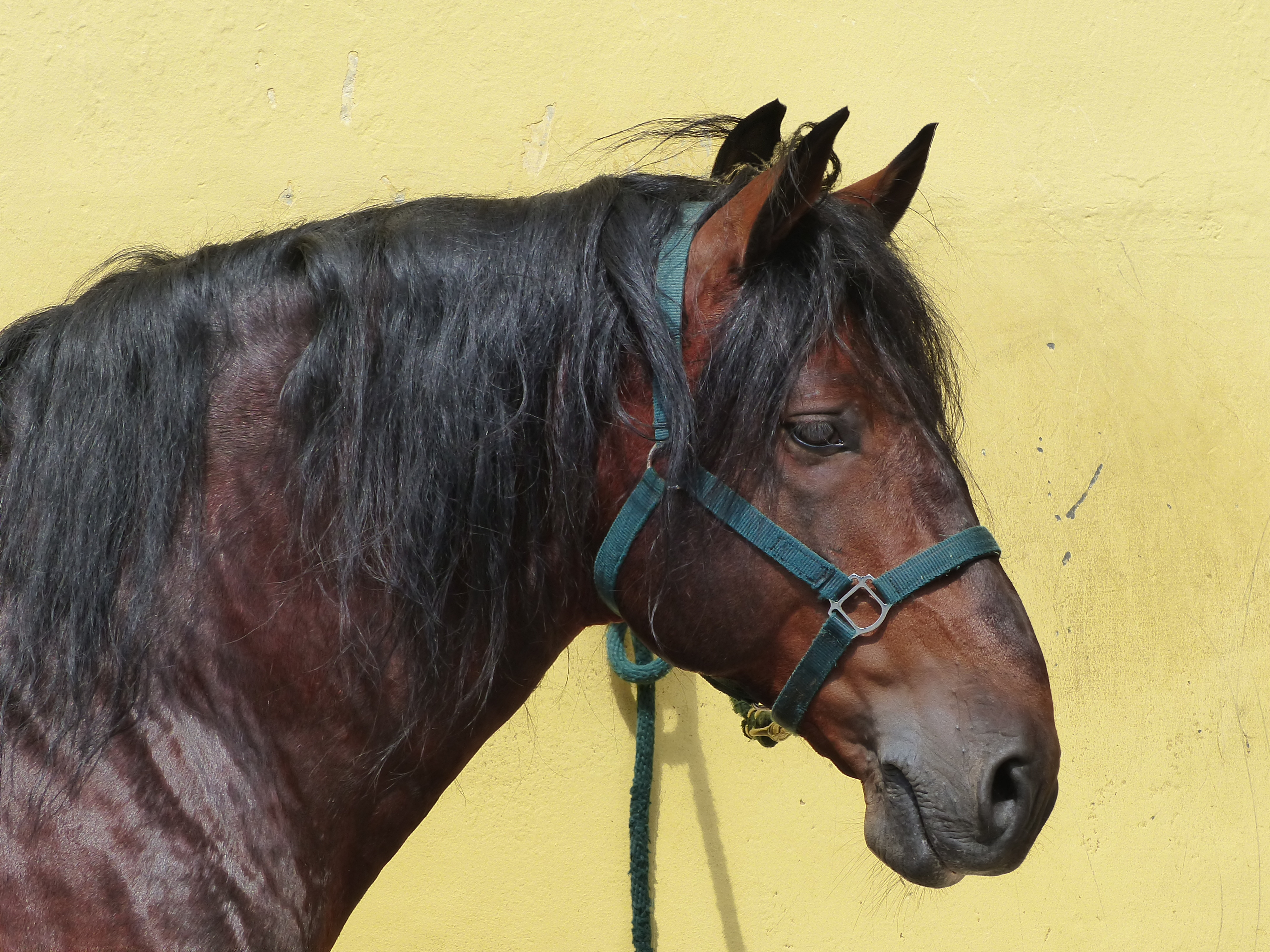
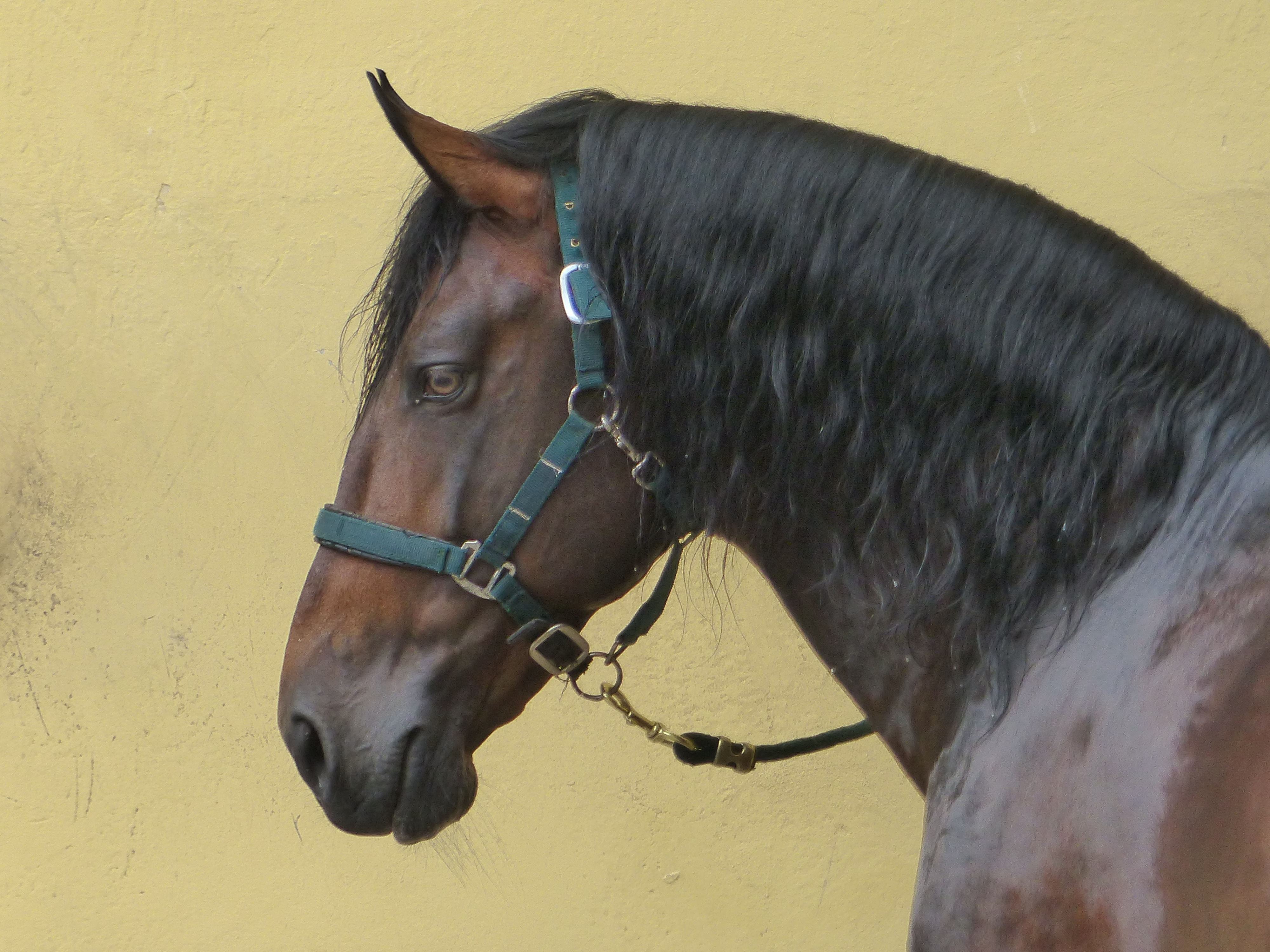
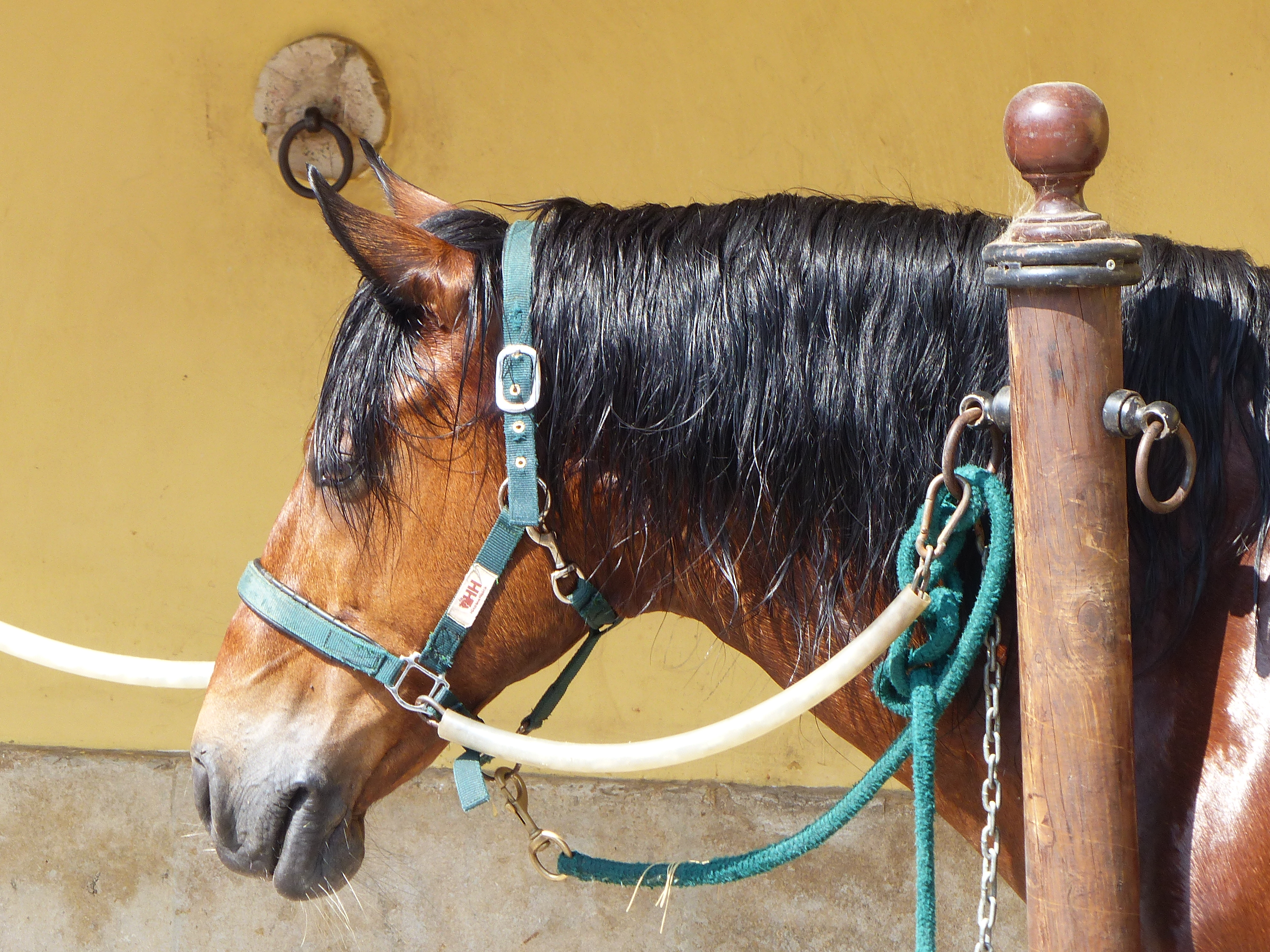

Le toupet de la crinière est fourni.

#### Avant-main et corps
Son encolure est forte et puissante,,, relativement courte et musclée, incurvée et portée haut, ce qui favorise le ramener. Elle est recouverte d'une crinière abondante, aux crins souples.
La poitrine est très large et profonde,. Le garrot est plutôt plat selon Martin Haller, haut selon Bongianni. Les épaules sont inclinées,, fortes et musclées, mais trop courtes et trop inclinées pour la vitesse. Le corps est court, rond, puissant et équilibré. Le dos est droit, large et musclé,. La plupart des auteurs indiquent qu'il est court,,,,, mais Hubrecht affirme qu'il est long.
Le rein est musclé. L'Alter Real possède une croupe inclinée,, haute, rebondie et arrondie, et une arrière-main puissante et imposante. Sa queue est attachée bas,, longue et bien fournie en crins.

#### Membres
Les membres sont fins, mais durs et bien charpentés. Ses canons sont courts selon Edwards, alors qu'Hubrecht et Brengard indiquent au contraire qu'ils sont très allongés, parfois plus longs que les avant-bras,. Les cuisses sont musculeuses, minces mais fortes. Ses paturons sont longs,,, minces et souples ; combinés à ses genoux solides, ils lui permettent une action relevée dans ses allures,. Les tendons sont secs. Les pieds sont petits et bien formés.

### Robe

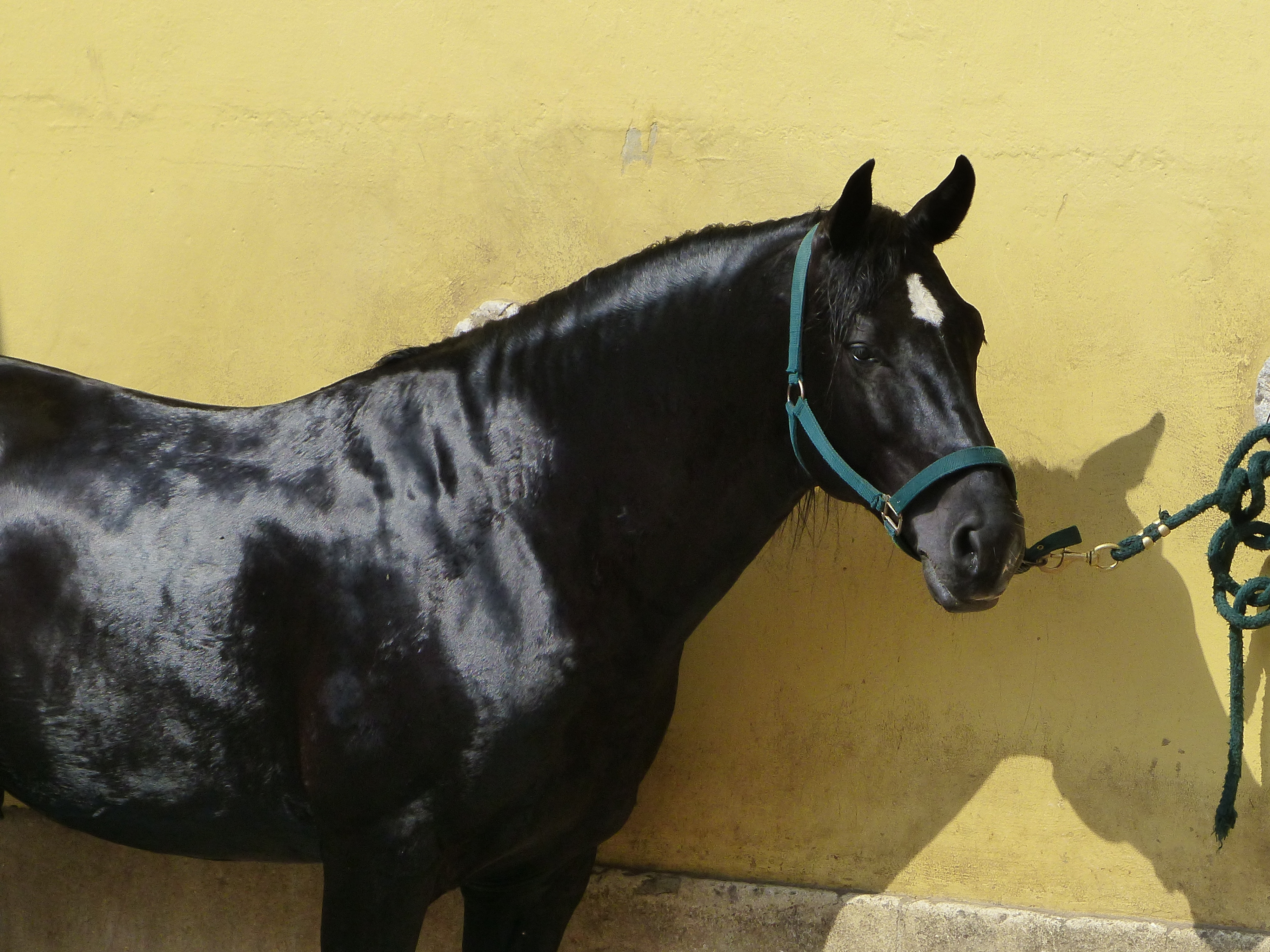
Alter Real de robe noire

L'Alter Real est souvent décrit comme ayant une robe baie sous toutes ses variantes,,,, incluant le bai-brun. Plusieurs auteurs soulignent qu'il n’est pas toujours bai, car les robes alezanes, noires, grises ou même isabelle se rencontrent aussi,,,,. Lætitia Bataille cite elle aussi l'existence du gris. Des représentants de la Coudelaria de Alter sont gris, tels que Coroado AR, premier Lusitanien à avoir dépassé le score de 80 % en compétition de dressage, en 2019. La prestigieuse École Portugaise d’art équestre ne sélectionne pour ses effectifs que des chevaux Alter Real bais,.

### Allures
Sa sélection spécifique lui a donné des allures de grande qualité, particulièrement relevées, avec une action haute du genou,,. Les allures de l'Alter Real sont brillantes, mais sans action exagérée du genou. Son galop est très équilibré, son trot cadencé. Cela convient parfaitement à l'équitation de haute école classique qui tire parti de la capacité de ce cheval à se rassembler et de son aptitude pour les airs relevés,,. Ses hanches ont une inflexion naturelle.

### Tempérament

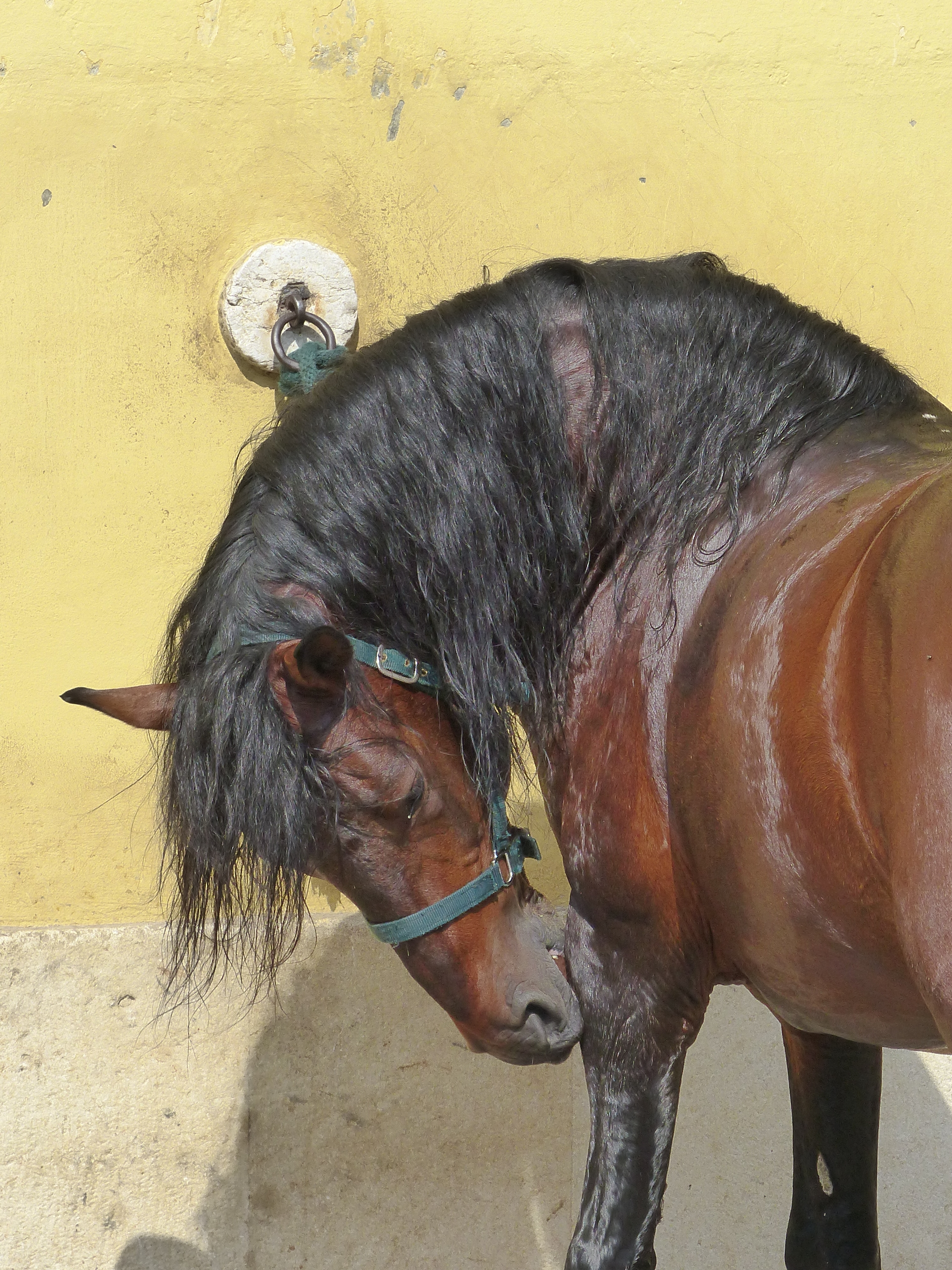
Alter Real de l'école portugaise d'art équestre se grattant.

D'après Lætitia Bataille, les croisements opérés au XIXe siècle et la consanguinité ont conféré à l'Alter Real une certaine nervosité. Silver le décrit en effet comme capricieux et nerveux. Cependant, ce mauvais caractère historique s'est adouci. Désormais, il est considéré comme énergique, généreux et volontaire, intelligent et courageux,, brillant, impétueux mais restant à l'écoute,. Il conserve une extrême sensibilité nerveuse et épidermique,,, exigeant donc un cavalier qui sache respecter cette finesse,,.

### Sélection et santé
Le pedigree de chaque Alter Real peut être retracé sur environ 20 générations. La sélection des étalons reproducteurs est drastique.
La gestation des poulinières Alter Real a fait l'objet d'une étude sur la base de données étalées sur 35 ans, montrant que la durée de gestation se situe dans la moyenne des autres races de chevaux. Le taux de consanguinité des poulains à la naissance est de 10.82 ± 5.09 %.

## Utilisations

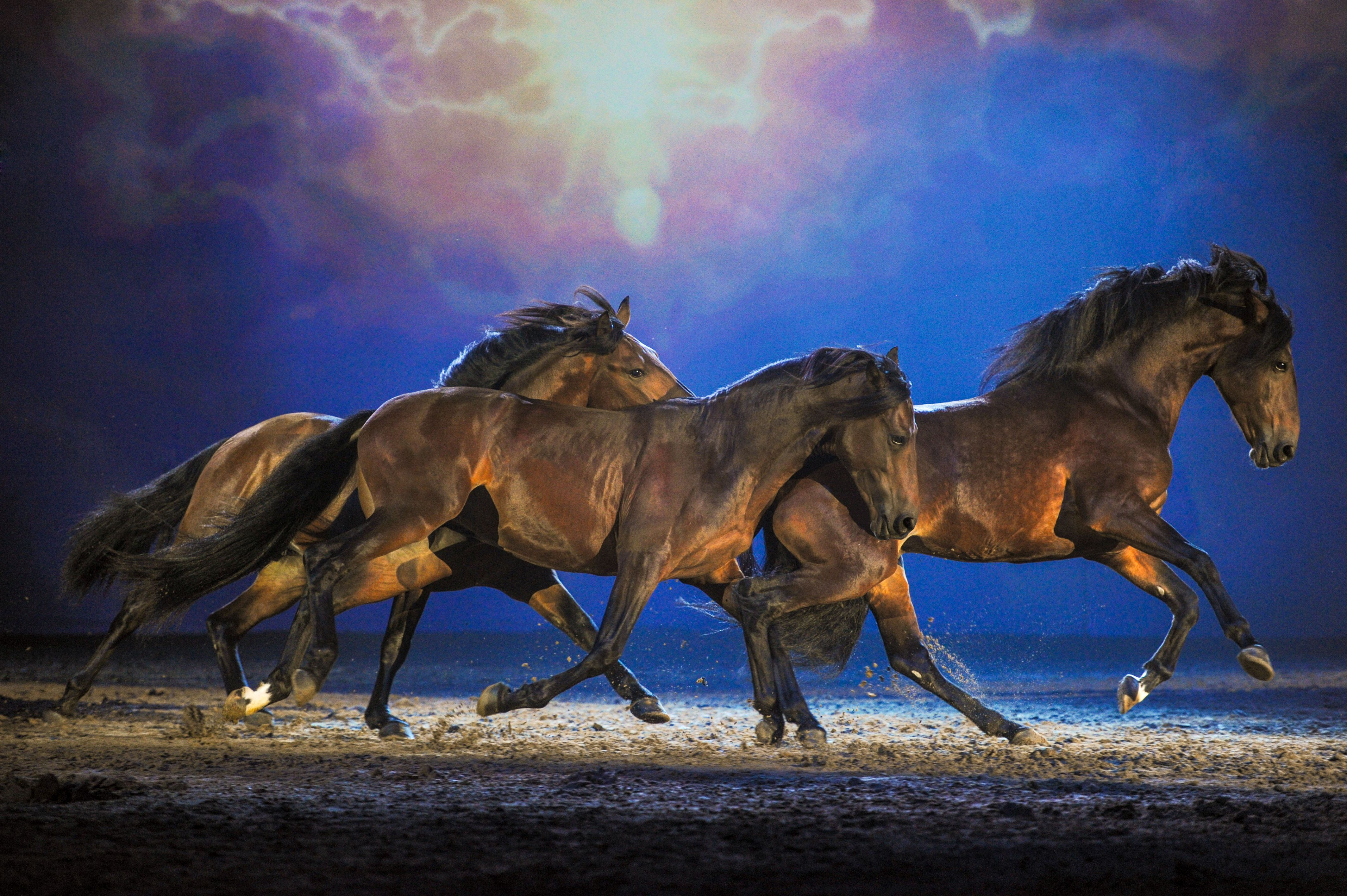
Chevaux Alter Real du spectacle Apassionata.

Il est utilisé avant tout pour l'équitation de haute école,,, et moins fréquemment comme simple monture,. Il est également employé en corrida et en spectacle équestre,. Historiquement, l'Alter Real a été beaucoup attelé. Il demande un cavalier confirmé, du fait de sa sensibilité,.
Le célèbre écuyer portugais Nuno Oliveira a travaillé avec des Alter Real, notamment avec Soante, qu'il a monté pendant plusieurs années.
Un étalon Alter Real, Rubi, a participé avec son cavalier Concalo Carvhalo, formé à l'école portugaise d'art équestre, aux Jeux olympiques d'été de 2012. Cette dernière école utilise exclusivement des étalons Alter Real.
Un étalon Alter Real nommé Sublime, exporté au Brésil depuis le Portugal avant les invasions napoléoniennes, a fortement influencé la race Mangalarga marchador,,. D'après les informations du stud-book Mangalarga, Sublime est le premier étalon portugais croisé avec les juments de la famille Junquiera ; une demi-douzaine d'autres étalons importés plus tard auront cependant une influence plus significative que Sublime. Loch estime que l'Alter Real est très proche de la race du Cleveland Bay, qui a des origines ibériques.

## Diffusion de l'élevage
L'Alter Real reste un cheval particulièrement rare. Sa population mondiale est de quelques centaines de sujets, tous nés au Portugal, aucun éleveur d'un autre pays ne pouvant prétendre élever un Alter Real. L'ouvrage Equine Science (4e édition de 2012) le classe parmi les races de chevaux de selle connues au niveau international. Il est en effet connu et respecté dans toute la péninsule Ibérique. En France en 2013, une douzaine d'Alter Real sont répartis chez des particuliers.
La vente annuelle du haras d'Alter do Chão, chaque mois d'avril, constitue le seul moyen d'acquérir un Alter Real.
Depuis 2013, l'élevage de cette lignée est géré par une entreprise agricole publique, la Companhia das Lezírias, qui s'occupe de tous les haras publics portugais. Le haras compte en permanence une soixantaine de poulinières, quinze étalons et une centaine de poulains. Il fonctionne en coordination avec l'école portugaise d'art équestre, qui valorise exclusivement des chevaux provenant de cet élevage. En 2016, l'école portugaise d'art équestre avait 49 Alter Real.

## Dans la culture

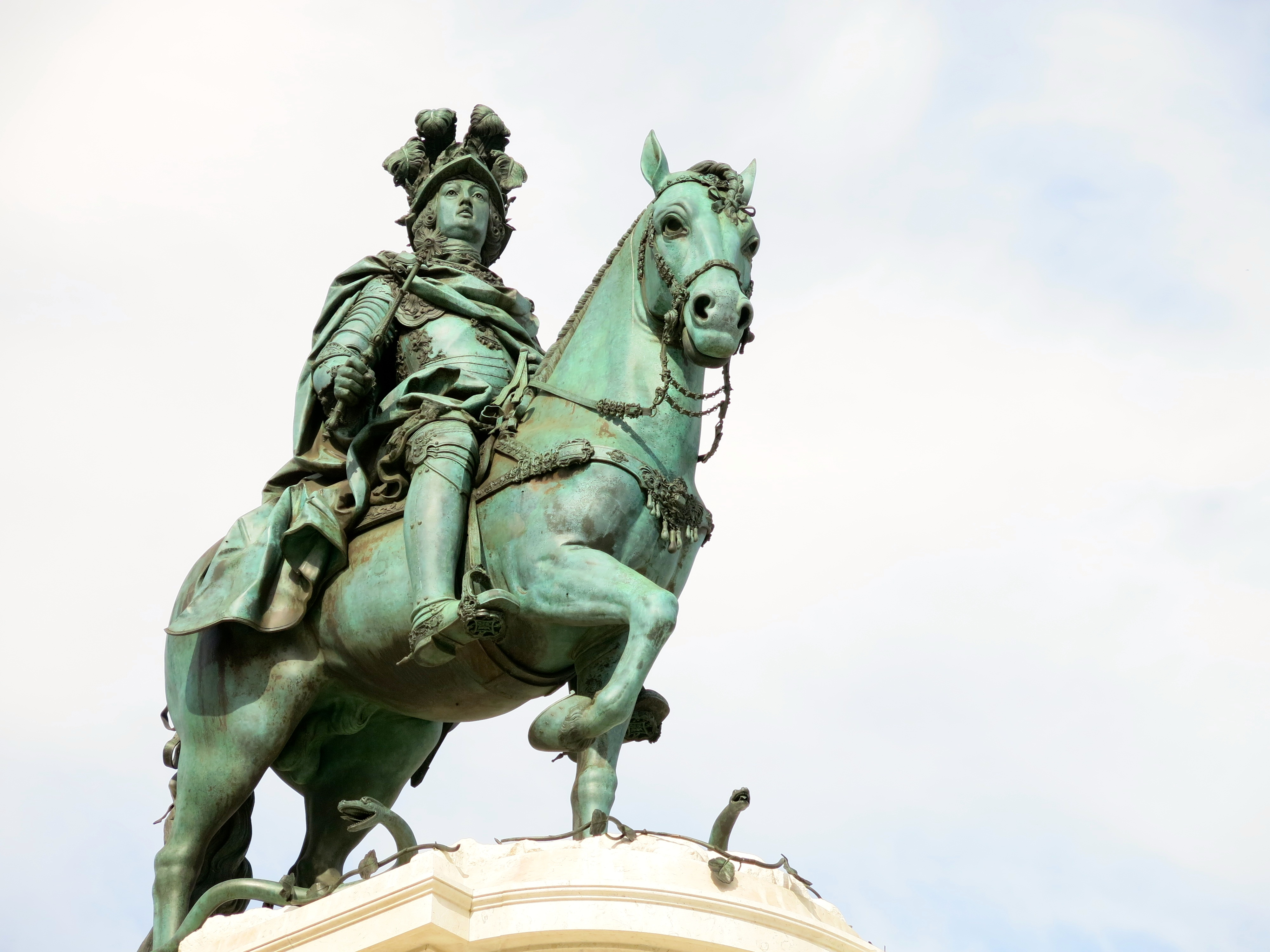
Monument équestre du roi Dom José sur un cheval Alter Real, Lisbonne, Portugal.

Cette lignée de chevaux constitue l'un des héritages culturels du Portugal,, ; elle est associée à l'école portugaise d'art équestre, qui s'investit dans sa valorisation,,,,. Les écuyers de l'école portugaise estiment que l'Alter Real, combinée à l'équitation classique, incarne le meilleur du Portugal. La valorisation de l'Alter Real fait partie des missions publiques de l'institution du parc de Sintra-Monte dal Lua. Il s'agit d'une initiative de patrimonialisation qui lie un art équestre à une race spécifique de chevaux. La période de référence choisie pour cette valorisation culturelle, la fin du XVIIIe siècle, correspond à la fois à l'apogée de l'Alter Real et à celle de la Picaria Real. Les harnachements utilisés en représentation visent à se rapprocher de ceux de l'époque.
La statue équestre du roi José I à Lisbonne, terminée en 1772 par le sculpteur Joaquim Machado de Castro, a été inspirée par un étalon Alter Real nommé Gentil, propriété de Don Pedro José de Meneses Coutinho. Dans la localité d'Alter do Chão, le restaurant Páteo Real est décoré de peintures de chevaux Alter Real.